# Dolina Stare Szałasiska
Die eiszeitlich durch Gletscher geformte Dolina Stare Szałasiska ist ein Tal in der polnischen Westtatra in der Woiwodschaft Kleinpolen. Es befindet sich auf dem Gemeindegebiet von Zakopane im Powiat Tatrzański.

## Geographie
Das Tal ist ein Seitental der Dolina Kasprowa, die wiederum ein Seitental der Dolina Bystrej ist. Die Felswände im Tal sind aus Kalkstein, in denen zahlreiche Höhlen auftreten, von denen die über drei Kilometer lange Jaskinia Kasprowa Niżnia die bekannteste ist.
Das Tal fällt von Süden nach Norden herab. Es wird vom Gebirgsbach Kasprowy Potok durchflossen, der durch den Zusammenfluss der Gebirgsbäche Stare Szałasiska und Zielone Korycisko auf einer Höhe von 1382 Metern entsteht. Die Gewässer des Tals fließen zu einem großen Teil unterirdisch. Im Tal befindet sich die Karstquelle Kasprowe Wywierzysko.

## Etymologie
Der Name lässt sich übersetzen als „Tal der Alten Almhütten“. Der Name rührt von den Almhütten auf der Alm Hala Kasprowa. 

## Flora und Fauna
Das Tal liegt oberhalb der Baumgrenze. Das Tal ist Rückzugsgebiet für zahlreiche Säugetiere und Vogelarten.

## Klima
Im Tal herrscht Hochgebirgsklima.

## Almwirtschaft
Vor der Errichtung des Tatra-Nationalparks im Jahr 1954 wurde das Tal für die Almwirtschaft genutzt. Danach wurden die Eigentümer der Almen enteignet bzw. zum Verkauf gezwungen. Die größte Alm im Tal war die Hala Kasprowa.